# محوطه سیاه خانکش
محوطه سیاه خانکش مربوط به سده‌های ۲ و ۳ ه.ق است و در شهرستان رودسر، بخش رحیم آباد، دهستان اشکور علیا، روستای سارم واقع شده و این اثر در تاریخ ۷ اسفند ۱۳۸۶ با شمارهٔ ثبت ۲۱۵۶۱ به‌عنوان یکی از آثار ملی ایران به ثبت رسیده است.